# 哈哈台
哈哈台（英語：HahaTai），為臺灣2015年4月1日成立的YouTube頻道，在YouTube累計92.9萬頻道訂閱者，總影片觀看次數破2億。2019年4月哈哈台於YouTube播出第一支街訪影片《上班時間的大安區閒人》後，便成為哈哈台頻道的固定節目，以素人受訪者，加上標誌性的嘲諷旁白為人悉知。
2021年哈哈台成立了副頻道哈茲咖囍，為約會實境節目頻道，在2022年宣布將拍攝台灣首部大型男同志實境約會節目《男生男生配 Boys Like Boys》，2023年於串流平台GagaOOLala首播。
2024年開台10週年，舉辦了大型線下活動《閒人路過－松菸踅市》，其活動內容主要為邀請受訪者回鍋辦市集、粉絲競賽活動、世紀大婚禮、Live Podcast、演唱會，演唱嘉賓包含素人受訪者，以及曾上過哈哈台節目的嘉賓，如芒果醬、五木、李浩瑋、羅莎莎等。
2024年參與緯來電視節目《夜市王》的外景主持與採訪。歷任主要主持人有孫女、金童、傑尼（洪婕倪）與蓋瑞（洪紹欽）。

## 節目簡介
哈哈台自2015年開始嘗試拍攝原創影片
，後因2019年起播出的《哈哈台地區的街訪》走紅，便開啟了以街訪形式為主的Youtube企劃以及與素人受訪者相關的固定節目，如：在地深度體驗、《包包好亂好吃驚》
、《哈哈台地陪》、《哈哈台租屋大調查》、《哈哈出來玩啊》和不定期的特別企劃。
2020年播出了《哈茲咖囍約會大作戰》企劃後，於2021年開啟副頻道哈茲咖囍，自此企劃轉到副頻道播出，專於播出素人約會實境節目。
其中節目《哈哈台的十萬個為什麼》，於2021年停更。

## 音樂合作
- 哈哈台於2019年11月在《上班時間的中山區閒人》，訪問到了超級偶像第二季第六名[29]的 Kimmy（陳潁宜），了解她的故事後，為她開起了圓夢計畫[30]，替她發行了一首單曲《早點回家 Come Home Early》並拍攝及參與其MV演出。

- 2021年5月與彭佳慧合作單曲《我先請Me First》MV拍攝[31]。
- 2024年，主持人蓋瑞(洪紹欽)於《閒人路過－松菸踅市》公開發表與歌手羅莎莎共同製作的《懂你的奇怪》單曲[32][33]。

## 獎項
| 年份 | 頒獎典禮    | 獎項           | 提名項目                                                                                                   | 結果 |
| ---- | ----------- | -------------- | --- | ---- |
| 2022 | 第4屆走鐘獎 | 訪到心坎獎     | 《哈哈台地區的街訪》EP39 - 上班時間的「蘆洲區」閒人！霸道左岸的浪漫！三蘆真的一家親？還是三重的撿剩地帶？  | 獲獎 |
| 2022 | 第4屆走鐘獎 | 最佳剪輯獎     | 《哈哈台街訪》台中一中與台南一中的「真．一中」之戰！【台南市街訪番外篇】                                   | 提名 |
| 2023 | 第5屆走鐘獎 | 最佳紀錄片獎   | 《哈哈台街訪》白沙屯媽祖進香的人，追不上的彩虹超跑，入住香客大樓，媽祖神愛世人                             | 獲獎 |
| 2023 | 第5屆走鐘獎 | 年度最佳影片獎 | 《哈哈台地區的街訪》放假時間的「移工」閒人。Migrant workers in Taiwan interview                            | 獲獎 |
| 2023 | 第5屆走鐘獎 | 最佳導演獎     | 國標舞妹妹雙人舞伴配對計畫，終極二選一！【哈哈台街訪番外篇】                                               | 提名 |
| 2023 | 第5屆走鐘獎 | 最佳影響力獎   | 《哈哈台地區的街訪》放假時間的「移工」閒人。Migrant workers in Taiwan interview                            | 提名 |
| 2023 | 第5屆走鐘獎 | 訪到心坎獎     | 《哈哈台地區的街訪》放假時間的「移工」閒人。Migrant workers in Taiwan interview                            | 提名 |
| 2024 | 第6屆走鐘獎 | 最佳節目獎     | 澳洲華人的租屋處大調查！從傳教到定居？為求生存跳科目三？每個都超極簡風？《哈哈台租屋大調查》EP10【哈哈台】 | 提名 |

## 外部連結
- YouTube上的哈哈台頻道
- 哈哈台的Facebook專頁
- 哈哈台的Instagram帳戶
- 哈哈台的Podcast 《哈哈日記》 （页面存档备份，存于）